# Amerrika
Pour plus de détails, voir Fiche technique et Distribution.
Amerrika (arabe : أمريكا ; anglais : Amreeka) est un film dramatique réalisé par Cherien Dabis, sorti en 2009. Il s'agit d'une coproduction entre les Émirats arabes unis, le Koweït, la Jordanie, les États-Unis et le Canada.

## Synopsis
Muna Farah est une mère chrétienne palestinienne divorcée qui élève son fils Fadi. Elle travaille pour une banque à Ramallah, une partie de la Cisjordanie, des territoires palestiniens. Chaque jour après le travail, Muna vient chercher Fadi à l'école et traverse un poste de contrôle israélien pour se rendre chez elle à Bethléem. Elle vit avec sa mère et reçoit occasionnellement la visite de son frère Samer. Un jour après son arrivée à la maison, Muna découvre qu'elle a reçu une carte verte américaine à la loterie. Bien qu'elle ait initialement envisagé de décliner l'offre, Muna reconsidère après qu'elle et Fadi aient été harcelés au point de contrôle par des soldats israéliens.
Ils arrivent aux États-Unis peu après l'invasion de l'Irak en 2003 pour rester avec la famille de sa sœur dans l'Illinois. Après une période difficile avec les douanes, Muna retrouve sa sœur, Raghda Halaby, le beau-frère médecin Nabeel et leurs trois enfants Salma, Rana et Lamis. Plus tard, cependant, Muna découvre qu'une boîte de biscuits a été confisquée lors de la perquisition douanière et est horrifiée : la boîte contenait toutes ses économies.
Muna cherche donc du travail, mais est déçue de découvrir que ses multiples diplômes et son expérience professionnelle ne garantissent pas le type d'emploi qu'elle recherche. Elle prend finalement un emploi à White Castle. Trop honteuse pour dire la vérité à sa famille, elle prétend avoir été embauchée par la banque voisine de White Castle. Elle entretient la façade grâce à l'aide d'un employé de la banque voisine de White Castle et de son collègue aux cheveux bleus, Matt.
Pendant ce temps, Muna commence à découvrir que la famille de sa sœur a connu des difficultés dans l'atmosphère de l'après-11 septembre et de la guerre en Irak aux États-Unis. La famille reçoit des menaces anonymes par courrier et Nabeel perd continuellement des patients de son cabinet médical. Ils sont également en retard sur leur hypothèque et risquent de perdre leur maison. La pression de vivre dans cette atmosphère devient si sévère que Raghda et Nabeel se "séparent" temporairement et que Nabeel emménage dans le sous-sol de la maison familiale.
Plus tard, lorsque certains élèves font des remarques désobligeantes à Fadi, il se bat et sa mère est appelée à rencontrer le directeur de l'école, M. Novatski. Peu de temps après la réunion, M. Novatski voit Muna attendre sa sœur et insiste pour la conduire au travail. Il lui présente ses excuses pour le comportement des étudiants envers Fadi en disant qu'ils sont influencés par la représentation médiatique des musulmans.
Muna est consternée par les stéréotypes qu'il lui décrit. Elle l'informe également qu'elle et Fadi ne sont pas musulmans, mais plutôt issus d'une communauté minoritaire. Embarrassé par son hypothèse, M. Novatski s'excuse et dit qu'il est une minorité ainsi qu'un juif américain dont les grands-parents étaient des juifs polonais. Elle est surprise d'apprendre qu'il est juif. Muna lui demande de la déposer à la banque mais oublie son sac à main, un acte qui l'amène à découvrir qu'elle travaille secrètement à White Castle. Décidant d'y prendre un repas, ils découvrent qu'ils sont tous les deux divorcés.
Un autre jour, des lycéens locaux font des remarques discriminatoires à propos de Fadi à Muna alors qu'elle travaille à White Castle. Elle les chasse, seulement pour glisser sur un verre que l'un des garçons a versé sur le sol et tombe à plat sur le dos. Matt appelle immédiatement sa famille qui découvre alors son secret. Furieux de l'incident, Fadi se bat avec l'un des garçons et est ensuite arrêté. En plus des voies de fait, des accusations ambiguës sont également portées contre lui qui sont suffisamment graves pour empêcher Muna de le faire libérer. Muna contacte M. Novatski qui se précipite au poste de police et dit aux policiers que les accusations sont sans fondement et qu'il assumera la responsabilité de Fadi. Fadi est ainsi libéré de prison. Ces événements conduisent également Raghda et Nabeel à se réconcilier.
Un peu plus tard, Muna travaille au White Castle et sa famille vient l'emmener dîner dans un restaurant du Moyen-Orient. En partant, elle croise M. Novatski et l'invite à se joindre à eux pour le dîner. Raghda taquine Muna lorsqu'il entre dans la voiture et la soirée se termine par de la musique et de la danse.

## Fiche technique
- Titre : Amerrika
- Titre original anglais : Amreeka
- Titre original arabe : أمريكا
- Réalisation : Cherien Dabis
- Scénario : Cherien Dabis
- Musique : Kareem Roustom
- Photographie : Tobias Datum
- Montage : Keith Reamer
- Production : Paul Barkin et Christina Piovesan
- Société de production : National Geographic Entertainment, Imagenation Abu Dhabi, Levantine Entertainment, Maximum Film International, Cinergy Productions, First Generation Films, Alcina Pictures, Buffalo Gal Pictures, Eagle Vision Media Group, Rotana Film Production, Showtime Arabia et R.A. Abdoo & Co.
- Pays de production :  Émirats arabes unis,  Koweït,  Jordanie,  États-Unis,  Canada
- Genre : Drame
- Durée : 96 minutes
- Dates de sortie : 
  - France : 17 juin 2009
  - États-Unis : 4 septembre 2009

## Distribution
- Nisreen Faour : Mouna Farah
- Melkar Muallem : Fadi Farah
- Hiam Abbass : Raghda Halaby, la sœur de Mouna
- Yussuf Abu-Warda : Nabeel Halaby
- Alia Shawkat : Salma Halaby
- Jenna Kawar : Rana Halaby
- Selena Haddad : Lamis Halaby
- Joseph Ziegler : Stan Novatski, le professeur
- Brodie Sanderson : Matt
- Miriam Smith : l'employée de la banque (Illinois)
- Amer Hlehel : Samer
- Suheila Muallem : Jamie
- Andrew Sannie : James
- Daniel Boiteau : Mike
- Jeff Button : Jason
- Mike O'Brien
- Aaron Hughes
- Craig Matthews

## Récompenses et distinctions
- Prix FIPRESCI au Festival de Cannes 2009